# گرتروده هوفمان
گرتروده هوفمان (آلمانی: Gertrude Hoffmann؛ ۱۷ مهٔ ۱۸۷۱ – ۱۳ فوریهٔ ۱۹۶۸) یک هنرپیشه اهل آلمان بود.
از فیلم‌ها یا برنامه‌های تلویزیونی که وی در آن نقش داشته است می‌توان به خبرنگار خارجی اشاره کرد.